# Mandibulophoxus gilesi
Mandibulophoxus gilesi is een vlokreeftensoort uit de familie van de Phoxocephalidae. De wetenschappelijke naam van de soort is voor het eerst geldig gepubliceerd in 1957 door J.L. Barnard.